# Världsmästerskapet i ishockey för damer 2005
Världsmästerskapet i ishockey för damer 2005 spelades 2-9 april 2005 i Cloetta Center, Linköping och i Himmelstalundshallen, Norrköping. USA vann turneringen före Kanada efter seger på straffar i finalen och bröt därmed Kanadas dominans på damsidan efter åtta raka guld. På tredje plats kom Sverige som därmed tog den första VM-medaljen i ishockey på damsidan och blev med det också det femte landet att ta medalj på damsidan. Ryssland förlorade mot Kazakstan på straffar i den direkt avgörande "nedflyttningsmatchen" men slapp att åka ur A-gruppen då det internationella ishockeyförbundet i juni 2006 beslutade att utöka A-gruppen. Schweiz vann Division I och spelade världsmästerskapet 2007.

## Grupperna

### Grupp A
1. Kanada
2. Kazakstan
3. Ryssland
4. Sverige

### Spelprogram
| Datum        | Match                | Res.   | Perioder      | Spelort    |
| ------------ | -------------------- | ------ | ------------- | ---------- |
| 2 april 2005 | Sverige - Ryssland   | 3 - 1  | 0-0, 2-1, 1-0 | Linköping  |
| 3 april 2005 | Kanada - Kazakstan   | 13 - 0 | 4-0, 6-0, 3-0 | Linköping  |
| 4 april 2005 | Ryssland - Kanada    | 0 - 12 | 0-1, 0-4, 0-7 | Linköping  |
| 4 april 2005 | Sverige - Kazakstan  | 5 - 1  | 0-0, 0-0, 5-1 | Norrköping |
| 6 april 2005 | Kazakstan - Ryssland | 2 - 2  | 1-1, 0-1, 1-0 | Linköping  |
| 6 april 2005 | Kanada - Sverige     | 10 - 0 | 3-0, 4-0, 3-0 | Linköping  |

| Grupp A   | SM | V | O | F | GM | IM | P |
| --------- | -- | - | - | - | -- | -- | - |
| Kanada    | 3  | 3 | 0 | 0 | 35 | 0  | 6 |
| Sverige   | 3  | 2 | 0 | 1 | 8  | 12 | 4 |
| Ryssland  | 3  | 0 | 1 | 2 | 3  | 17 | 1 |
| Kazakstan | 3  | 0 | 1 | 2 | 3  | 20 | 1 |

SM = Spelade matcher, V = Vinster, O = Oavgjorda, F = Förluster, GM = Gjorda mål, IM = Insläppta mål, P = Poäng

### Grupp B
1. Finland
2. Kina
3. USA
4. Tyskland

### Spelprogram
| Datum        | Match              | Res.  | Perioder      | Spelort    |
| ------------ | ------------------ | ----- | ------------- | ---------- |
| 3 april 2005 | USA - Kina         | 8 - 2 | 4-1, 2-0, 2-1 | Norrköping |
| 3 april 2005 | Finland - Tyskland | 5 - 1 | 3-0, 2-0, 0-1 | Norrköping |
| 5 april 2005 | Tyskland - USA     | 0 - 7 | 0-5, 0-1, 0-1 | Linköping  |
| 5 april 2005 | Finland - Kina     | 5 - 1 | 0-0, 4-1, 1-0 | Norrköping |
| 6 april 2005 | Kina - Tyskland    | 3 - 3 | 1-1, 0-2, 2-0 | Norrköping |
| 6 april 2005 | USA - Finland      | 8 - 1 | 2-0, 3-0, 3-1 | Norrköping |

| Grupp B  | SM | V | O | F | GM | IM | P |
| -------- | -- | - | - | - | -- | -- | - |
| USA      | 3  | 3 | 0 | 0 | 23 | 3  | 6 |
| Finland  | 3  | 2 | 0 | 1 | 11 | 10 | 4 |
| Kina     | 3  | 0 | 1 | 2 | 6  | 16 | 1 |
| Tyskland | 3  | 0 | 1 | 2 | 4  | 15 | 1 |

SM = Spelade matcher, V = Vinster, O = Oavgjorda, F = Förluster, GM = Gjorda mål, IM = Insläppta mål, P = Poäng

## Slutspel
| Datum              | Match             | Res.        | Perioder                | Spelort   |
| ------------------ | ----------------- | ----------- | ----------------------- | --------- |
| Semifinal          |                   |             |                         |           |
| 8 april 2005       | Kanada - Finland  | 3-0         | 0-0, 2-0, 1-0           | Linköping |
| 8 april 2005       | USA - Sverige     | 4-1         | 0-1, 3-0, 1-0           | Linköping |
| Match om 3:e plats |                   |             |                         |           |
| 9 april 2005       | Finland - Sverige | 2-5         | 1-1, 1-0, 0-4           | Linköping |
| Final              |                   |             |                         |           |
| 9 april 2005       | Kanada - USA      | 0-1 ef.str. | 0-0, 0-0, 0-0, 0-0, 0-1 | Linköping |

## Placeringsmatcher
| Datum         | Match                | Res.        | Perioder                | Spelort    |
| ------------- | -------------------- | ----------- | ----------------------- | ---------- |
| 5:e-8:e plats |                      |             |                         |            |
| 8 april 2005  | Kina - Kazakstan     | 3-0         | 1-0, 1-0, 1-0           | Norrköping |
| 8 april 2005  | Ryssland - Tyskland  | 1-2         | 1-1, 0-1, 0-0           | Norrköping |
| 5:e-6:e plats |                      |             |                         |            |
| 9 april 2005  | Tyskland - Kina      | 3-0         | 1-0, 1-0, 1-0           | Norrköping |
| 7:e-8:e plats |                      |             |                         |            |
| 9 april 2005  | Ryssland - Kazakstan | 1-2 ef.str. | 1-0, 0-1, 0-0, 0-0, 0-1 | Norrköping |

## VM-ranking
| VM 2004 | VM 2004   |
| ------- | --------- |
| Guld    | USA       |
| Silver  | Kanada    |
| Brons   | Sverige   |
| 4.      | Finland   |
| 5.      | Tyskland  |
| 6.      | Kina      |
| 7.      | Kazakstan |
| 8.      | Ryssland  |

## Poängligan
Not: SM = Spelade matcher, M = Mål, A = Assist, Pts = Poäng
| Spelare             | Land    | SM | M | A | Pts |
| ------------------- | ------- | -- | - | - | --- |
| Krissy Wendell      | USA     | 5  | 4 | 5 | 9   |
| Jayna Hefford       | Kanada  | 5  | 6 | 2 | 8   |
| Hayley Wickenheiser | Kanada  | 5  | 5 | 3 | 8   |
| Sarah Vaillancourt  | Kanada  | 5  | 3 | 5 | 8   |
| Caroline Ouellette  | Kanada  | 5  | 2 | 6 | 8   |
| Kelly Stephens      | USA     | 5  | 3 | 4 | 7   |
| Jennifer Botterill  | Kanada  | 5  | 1 | 6 | 7   |
| Gillian Apps        | Kanada  | 5  | 4 | 2 | 6   |
| Satu Hoikkala       | Finland | 5  | 3 | 3 | 6   |
| Angela Ruggiero     | USA     | 5  | 3 | 3 | 6   |

## Målvaktsligan
|                                  | Mins | GA | GAA  | Sv%   |
| -------------------------------- | ---- | -- | ---- | ----- |
| Charline Labonte, Kanada         | 120  | 0  | 0.00 | 1.000 |
| Jennifer Harss, Tyskland         | 1    | 0  | 0.00 | .000  |
| Kim St-Pierre, Kanada            | 200  | 1  | 0.30 | .985  |
| Chanda Gunn, USA                 | 230  | 2  | 0.52 | .968  |
| Megan van Beusekom, USA          | 90   | 2  | 1.33 | .895  |
| Steffi Wartosch-Kurten, Tyskland | 266  | 10 | 2.26 | .926  |
| Maria Onolbaeva, Ryssland        | 282  | 13 | 2.77 | .887  |
| Annakaisa Piiroinen, Finland     | 270  | 13 | 2.89 | .900  |
| Cecilia Anderson, Sverige        | 91   | 5  | 3.31 | .800  |
| Kim Martin, Sverige              | 209  | 13 | 3.73 | .873  |

## Priser
Championship game
- Målvakt: Chanda Gunn,  USA
- Back: Angela Ruggiero,  USA
- Forward: Jayna Hefford,  Kanada
- MVP: Krissy Wendell,  USA

All Star Team
- Målvakt: Natalya Trunova,  Kazakstan
- Backar: Angela Ruggiero,  USA; Cheryl Pounder,  Kanada
- Forwards: Krissy Wendell,  USA; Hayley Wickenheiser,  Kanada; Maria Rooth,  Sverige

## Division I
Division I Dam-VM 2005 avgjordes mellan den 27 mars och 2 april i Romanshorn, Schweiz.
|           | SM | V | O | F | GM | IM | Poäng |
| --------- | -- | - | - | - | -- | -- | ----- |
| Schweiz   | 5  | 5 | 0 | 0 | 29 | 7  | 10    |
| Japan     | 5  | 4 | 0 | 1 | 18 | 8  | 8     |
| Tjeckien  | 5  | 2 | 1 | 2 | 13 | 9  | 5     |
| Frankrike | 5  | 2 | 1 | 2 | 18 | 19 | 5     |
| Danmark   | 5  | 1 | 0 | 4 | 15 | 31 | 2     |
| Lettland  | 5  | 0 | 0 | 5 | 12 | 31 | 0     |

Schweiz spelar Dam-VM 2007 medan Lettland spelar i Division II

## Division II
Division II Dam-VM 2005 svgjordes mellan den 13 och 20 mars i Asiago, Italien.
|            | SM | V | O | F | GM | IM | Poäng |
| ---------- | -- | - | - | - | -- | -- | ----- |
| Norge      | 5  | 4 | 0 | 1 | 21 | 6  | 8     |
| Italien    | 5  | 4 | 0 | 1 | 21 | 7  | 8     |
| Slovakien  | 5  | 4 | 0 | 1 | 16 | 8  | 8     |
| Nordkorea  | 5  | 2 | 0 | 3 | 12 | 15 | 4     |
| Australien | 5  | 1 | 0 | 4 | 10 | 24 | 2     |
| Holland    | 5  | 0 | 0 | 5 | 6  | 26 | 0     |

Norge spelar i Division I medan Holland spelar i Division III i Dam-VM 2007

## Division III
Division III Dam-VM 2005 avgjordes mellan den 3 och 9 mars i Kapstaden, Sydafrika
|                | SM | V | O | F | GM | IM | Poäng |
| -------------- | -- | - | - | - | -- | -- | ----- |
| Slovenien      | 5  | 5 | 0 | 0 | 41 | 8  | 10    |
| Storbritannien | 5  | 4 | 0 | 1 | 42 | 6  | 8     |
| Belgien        | 5  | 2 | 1 | 2 | 7  | 20 | 5     |
| Ungern         | 5  | 2 | 0 | 3 | 16 | 14 | 4     |
| Australien     | 5  | 1 | 1 | 3 | 15 | 18 | 3     |
| Sydafrika      | 5  | 0 | 0 | 5 | 6  | 61 | 0     |

Slovenien spelar i Division II medan Sydafrika spelar i Division IV i Dam-VM 2007

## Division IV
Division Dam-VM IV 2005 avgjordes mellan den 1 och 4 april i Dunedin, Nya Zeeland. 
|             | SM | V | O | F | GM | IM | Poäng |
| ----------- | -- | - | - | - | -- | -- | ----- |
| Sydkorea    | 3  | 3 | 0 | 0 | 15 | 5  | 6     |
| Nya Zeeland | 3  | 1 | 1 | 1 | 9  | 9  | 3     |
| Rumänien    | 3  | 1 | 0 | 2 | 3  | 5  | 2     |
| Island      | 3  | 0 | 1 | 2 | 6  | 14 | 1     |

Sydkorea spelar i Division III Dam-VM 2007